# 張齊 (明朝)
張齊（？—？），字子修，陝西西安府長安縣人，民籍，明朝政治人物。

## 生平
嘉靖三十四年（1555年）乙卯科陝西鄉試第五名舉人。嘉靖三十八年（1559年）中式己未科會試第二百八十四名，三甲第一百七十三名進士。授推官，隆庆元年（1567年）二月选授兵科給事中，遷户科右，二年二月升户科左，在次輔高拱授意下，七月弹劾大学士徐阶，被降调外任，尋被左都御史王廷揭发前奉命赏军宣大时，其父张栋接受盐商杨四和贿赂，令锦衣卫逮齐父子入狱，三年四月释放，革职为民，仍行原籍追赃。五年六月给事中周芸及广西道御史李纯朴为张齐讼冤，并论劾都御史王廷及刑部尚书毛恺等人，王廷被削秩为民，毛恺追夺原职，乃起补张齐为顺天府通州判官，八月升太僕寺丞，神宗继位，隆庆六年（1572年）七月以考察闲住。

## 家族
曾祖張穟；祖父張鏗，貢士；父張棟，監生。嫡母盧氏；生母薛氏。具慶下。